# Ufukhan Bayraktar
Ufukhan Bayraktar (* 9. Januar 1986 in Arsin) ist ein türkischer Fußballspieler. Er wird häufig mit dem gleichaltrigen Fußballspieler Ufuk Bayraktar verwechselt, der zur selben Zeit in der Jugend und später bei den Profis von Trabzonspor aktiv war. Beide spielten auch zeitgleich in den türkischen Jugendnationalmannschaften.

## Karriere

### Verein
Bayraktar begann mit dem Vereinsfußball in der Jugendabteilung von 24 Şubatspor und wechselte 2001 in die Jugend von Trabzonspor. Hier erhielt er im Sommer 2005 einen Profivertrag und wurde dem Profikader hinzugefügt. In seiner ersten Saison kam er als Ergänzungsspieler oft zum Einsatz. Zur Saison 2007/08 wurde er an den Ligakonkurrenten Denizlispor ausgeliehen, löste hier aber bereits nach paar Tagen seinen Vertrag auf und kehrte zu Trabzonspor zurück. Bis zur Winterpause saß er bei Trabzonspor nur auf der Ersatzbank und wurde für die Rückrunde an den Zweitligisten Gaziantep Büyükşehir Belediyespor ausgeliehen.
Zur Saison 2008/09 wechselte er zum Zweitligisten Manisaspor. Bei diesem Verein spielte er nur die Hinrunde und verbrachte die Rückrunde als Leihspieler bei Çaykur Rizespor.
Zur nächsten Saison wechselte er innerhalb der Liga zu Konyaspor. Mit diesem Verein erreichte er zum Saisonende den Play-off-Sieg der TFF 1. Lig und damit den Aufstieg in die Süper Lig.
Trotz dieses Erfolges verließ er Konyaspor und wechselte zur neuen Saison zum Zweitligisten Altay Izmir. Nachdem dieser Verein zum Sommer 2010 in die TFF 2. Lig abgestiegen war, trennte sich Bayraktar von diesem und wechselte zum Zweitligisten und Stadtkonkurrenten Karşıyaka SK.
Da im Sommer 2011 der ausgelaufene Vertrag mit Karşıyaka nicht verlängert wurde, trennte sich Bayraktar von diesem Verein und wechselte zum Zweitligisten Kayseri Erciyesspor. Zur Rückrunder der Spielzeit 2012/13 löste er nach gegenseitigem Einvernehmen mit seinem Vertrag seinen Vertrag auf und verließ Erciyesspor. Wenige Tage später wechselte er zum Ligakonkurrenten Adana Demirspor. Mit dem Vertragsauslauf zum Sommer 2013 wurde der Wechsel innerhalb der TFF 1. Lig zu Denizlispor bekanntgegeben, jedoch kam dieser Wechsel aufgrund einer Unstimmigkeit zwischen Bayraktar und seinem Manager nicht zu Stande. Wenige Tage später wechselte er zu Orduspor.
In der Winterpause 2014/15 wechselte Bayraktar zum Drittligisten Kocaeli Birlikspor.

### Nationalmannschaft
Bayraktar durchlief von der türkischen U-18- bis zur U-21-Nationalmannschaft alle Altersstufen der Türkei.

## Erfolge
Mit Konyaspor
- Play-off-Sieger der TFF 1. Lig und Aufstieg in die Süper Lig: 2009/10